# Actinid
Actiniderne er en serie på 15 grundstoffer i det periodiske system. Serien har fået sit navn efter det første actinid, Actinium. Actiniderne med grundstofnumre til og med 92 forekommer naturligt, mens de andre kun kan fremstilles i kernereaktioner.
Eksempler på actinider er plutonium, uran og neptunium. Actiniderne har atomnumre 89 til 103 i det periodiske system.
De er alle radioaktive og udsender derfor radioaktiv stråling.
| Naturvidenskab | Spire Denne naturvidenskabsartikel er en spire som bør udbygges. Du er velkommen til at hjælpe Wikipedia ved at udvide den. |

- Wikimedia Commons har flere filer relateret til Actinid